# Rosaleda

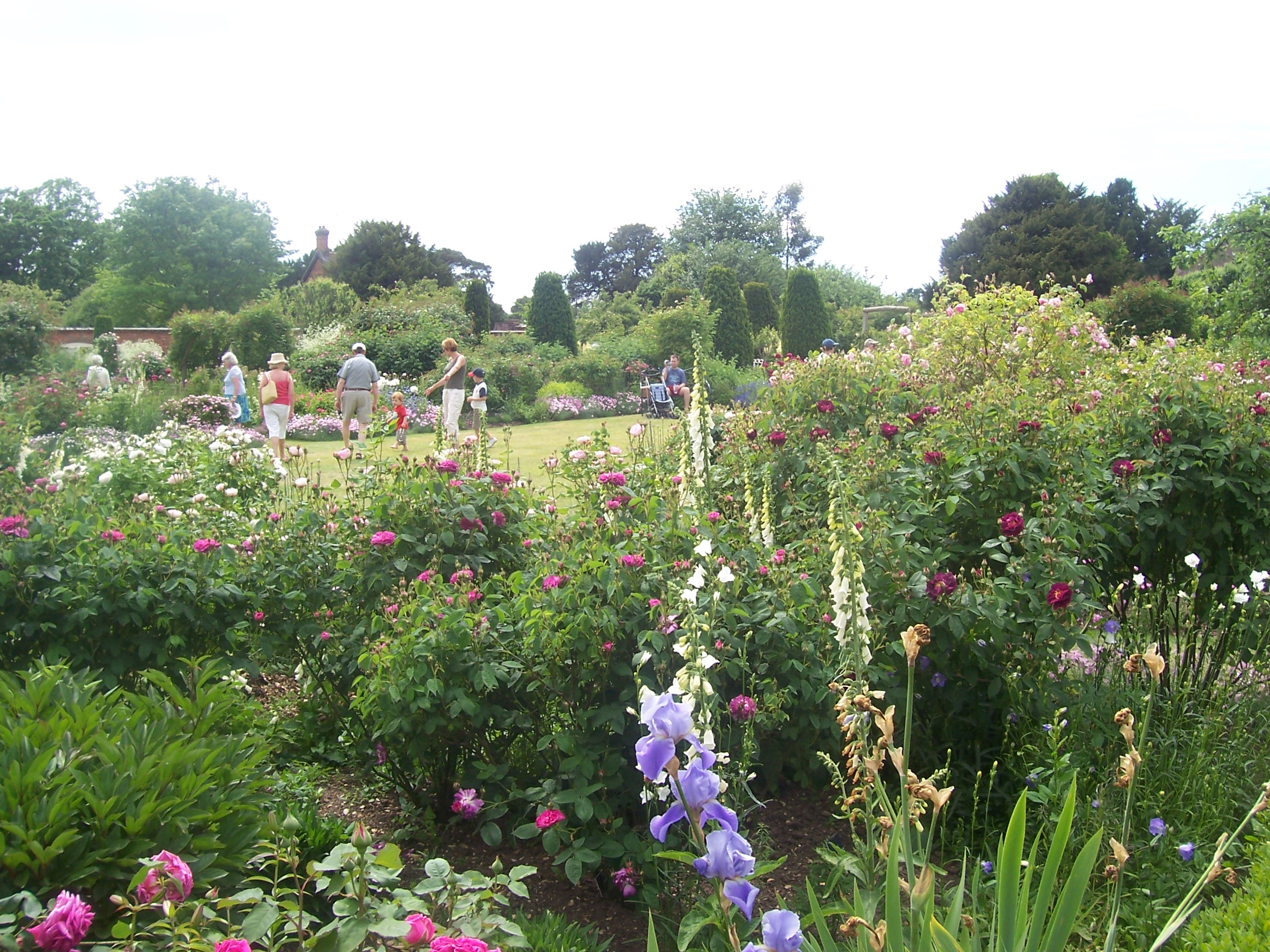
Rosaleda de Mottisfont Abbey, Reino Unido.

Se llama rosaleda o rosedal a un jardín especializado en exhibir exclusivamente especies y variedades del género Rosa. 
Hay rosaledas de exhibición, en numerosos jardines públicos, donde se organizan anualmente concursos de nuevas variedades entre los horticultores del país o a nivel internacional, y hay también rosaledas conservatorio, donde se preservan especies silvestres y se encuentran localizadas en jardines botánicos.

## Historia
La rosa se ha valorado desde siempre por su belleza y fragancia y tiene una larga historia de simbolismo y de significado. Los antiguos griegos y romanos, la identificaron con sus diosas del amor (Afrodita y Venus). En tiempos de Roma, se colocaba una rosa salvaje en la puerta de un cuarto en donde se discutían asuntos confidenciales. La frase sub rosa, o "debajo de la rosa", o sea poner los medios para mantener un secreto, deriva de esta antigua práctica romana.
Los primeros cristianos identificaban los cinco pétalos de la rosa silvestre con las cinco llagas de Cristo. A pesar de esta interpretación, sus líderes estaban indecisos en adoptarla como símbolo, debido a su asociación con los rituales paganos y los excesos romanos. La rosa roja fue adoptada como símbolo cristiano de la sangre de los mártires. Las rosas también vinieron a ser asociadas más adelante con la Virgen María.
El cultivo de la rosa y sus variedades comenzó en Europa en el siglo XIX. Debido a ello, las rosas se han dividido en dos grandes categorías: rosas antiguas y rosas modernas. 
- Entre las rosas antiguas se encuentran las variedades Alba, Damasco, Centifolia, Gallica y Moss, que fueron muy populares en los jardines europeos hasta el siglo XVIII, cuando empezó a florecer el comercio con Asia y se importaron distintas variedades de China.

- La creación de la primera rosa de té híbrida tuvo lugar en 1867 por Jean-Baptiste Guillot y marcó el comienzo de la era moderna en el mundo de las rosas. Guillot produjo la clase de rosa más habitual hoy en día en las floristerías y jardines, al cruzar rosas de floración perpetua procedentes de China con variedades europeas más vigorosas.

## Rosaledas en el mundo
- En Alemania se encuentra la rosaleda que pasa por ser la mayor colección de rosas del mundo, Europa-Rosarium.
- En Argentina, el Rosedal de Palermo, inaugurado en 1914 en el Parque Tres de Febrero, cuenta con gran diversidad de especies. Unas 1200 especies de rosas e híbridos dan posibilidades al visitante de un ambiente armónico y bello, lo que suma la didáctica del paseo. Todos los años expertos y aficionados se encuentran para un certamen. Se exponen rosales de todo el mundo y se galardonan las mejores creaciones.
- En España, hay rosaledas de exposición y concursos internacionales de rosas nuevas, en el Parque del Oeste de Madrid y en el Parque de Cervantes de Barcelona, además de otras muchas rosaledas importantes como las del Parque del Retiro Madrid, la del Jardín Botánico de Córdoba, entre otras.
- En Francia se encuentra la primera rosaleda creada en todo el mundo, la Rosaleda del Valle del Marne, fundada por Jules Gravereaux en 1894.
- En Italia, desde 1950, se encuentra la Rosaleda comunal de Roma, rosaleda en la que cualquier ciudadano de Roma puede plantar y cuidar su propio rosal. Se encuentra ubicada en un antiguo cementerio hebraico de 1645 con unos 11 000 m² de extensión, lugar al que dio su consentimiento la comunidad hebrea de Roma. La rosaleda tiene un diseño en forma de una Menorá, y consta de unas 1 100 especies o variedades de rosas diferentes.
- En Reino Unido, además de tener rosaledas de exhibición, en numerosos jardines públicos hay también rosaledas de preservación de especies silvestres en numerosos jardines botánicos. Diversas partes de la colección nacional de rosas la mantienen entre David Austin, Peter Beales, y la Royal National Rose Society, con el Mottisfont Abbey donde se encuentra una colección de rosas de arbusto anterior a las modificaciones e hibridaciones de 1900 y el Jardín Botánico de la Universidad de Birmingham mantiene una colección denominada la historia de la Rosa europea.
- En Uruguay, existe una rosaleda clásica en Montevideo, proyectada y cultivada en 1910 por el francés Jacques Racine.

Algunas de las rosaledas existentes en el mundo.

Detalles
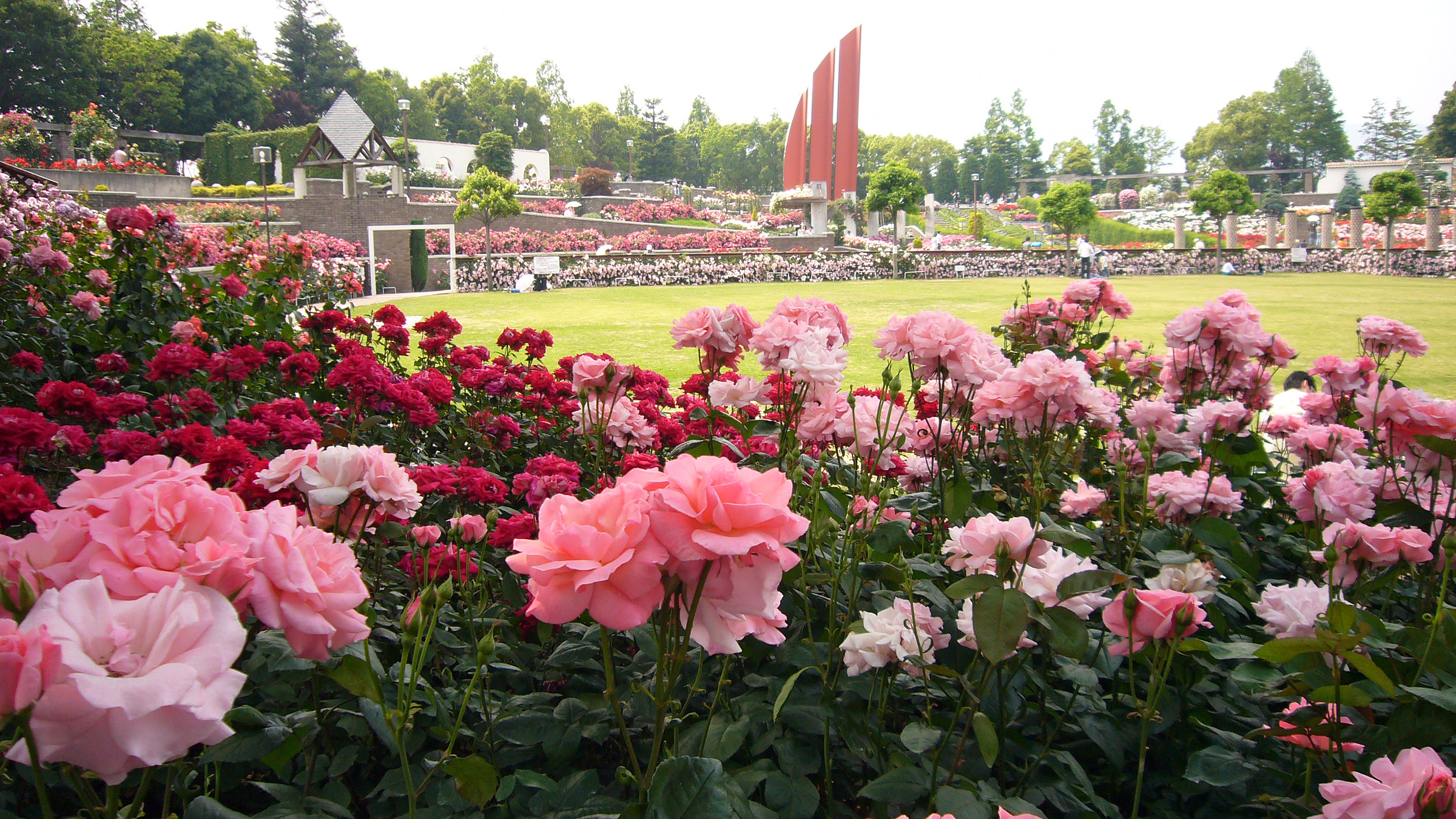
La Rosaleda Aramaki en Japón.
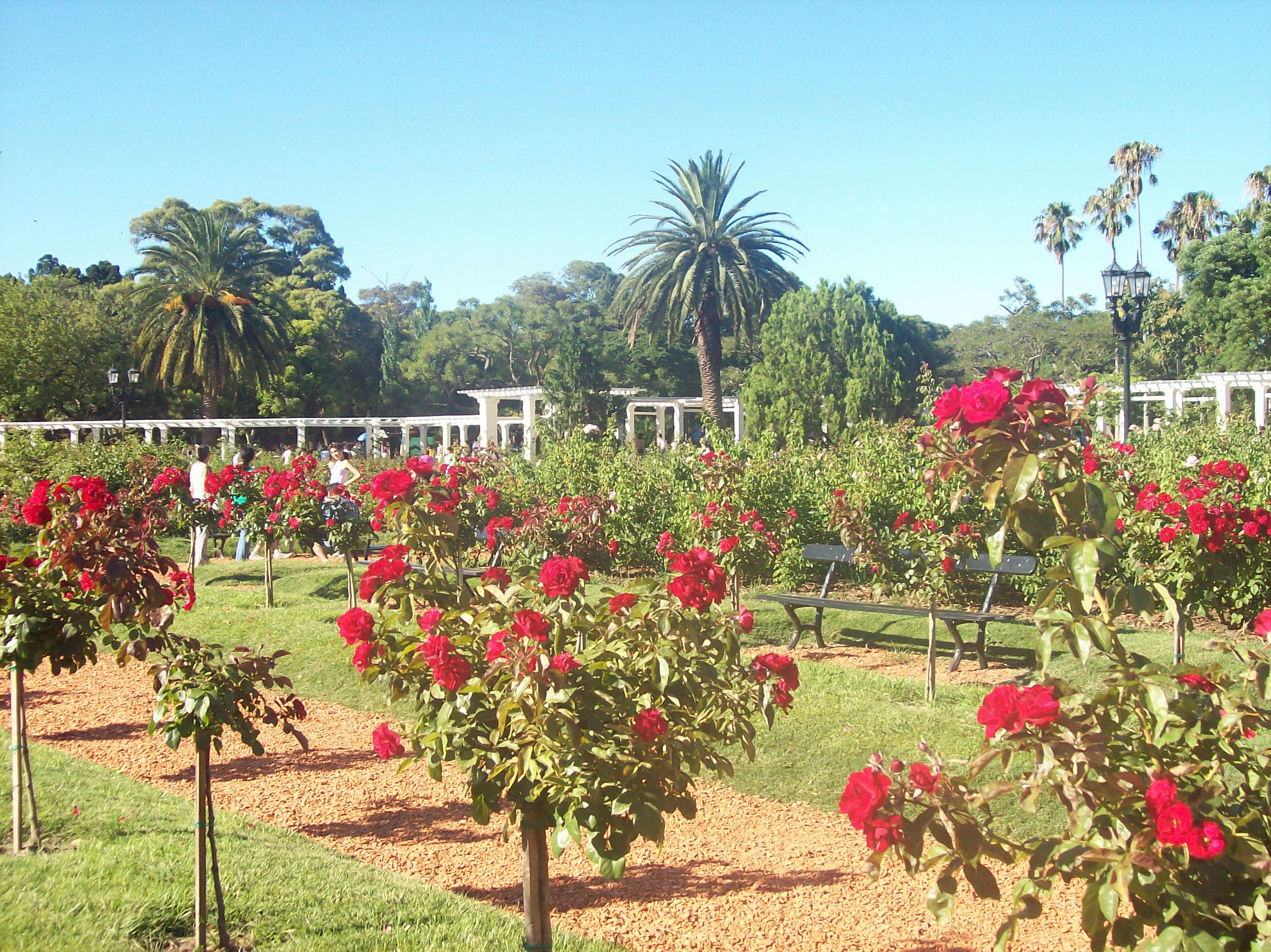
El Rosedal en Buenos Aires.
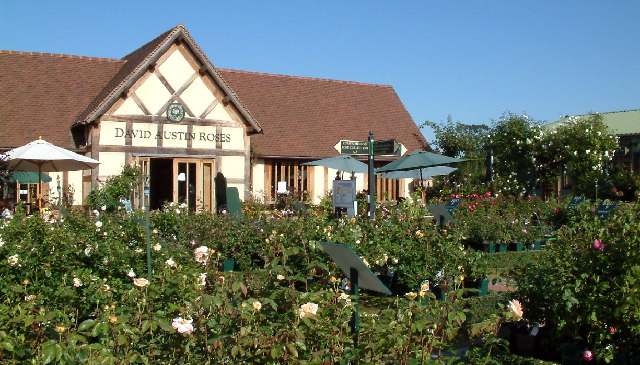
Rosaleda David Austin en Albrighton, Reino Unido.
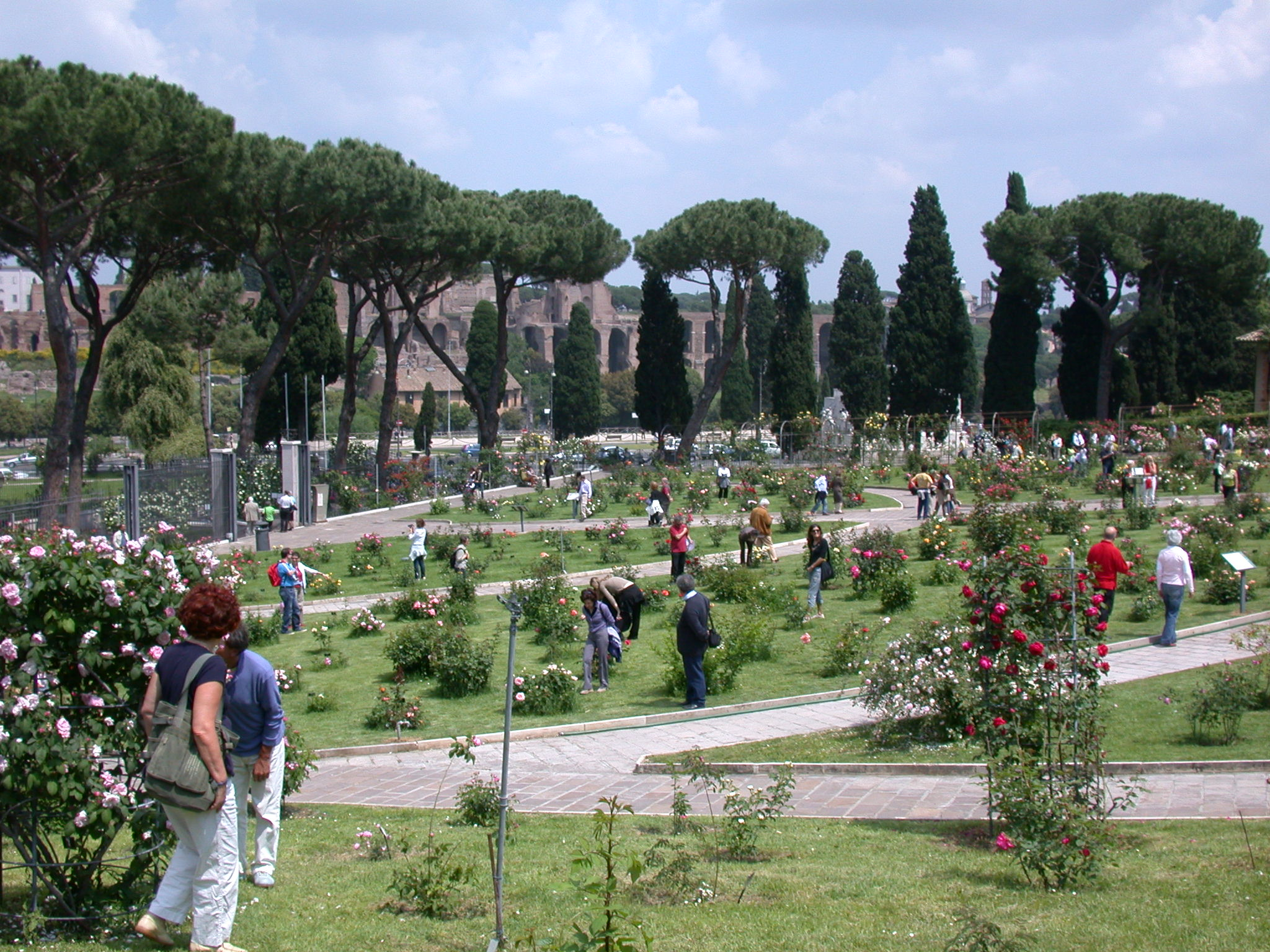
En Italia el Roseto comunale di Roma.
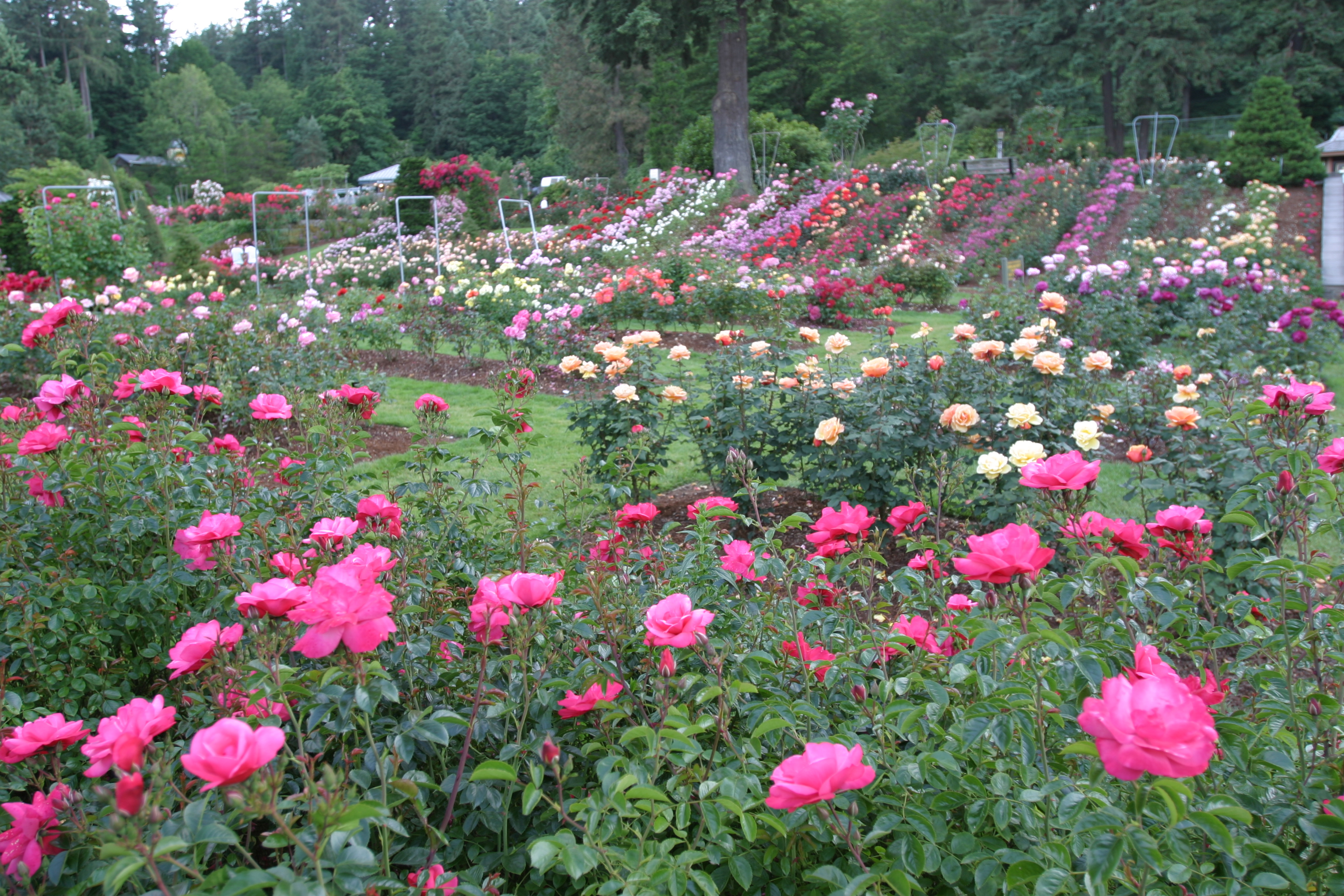
El International Rose Test Garden en Portland, Estados Unidos.
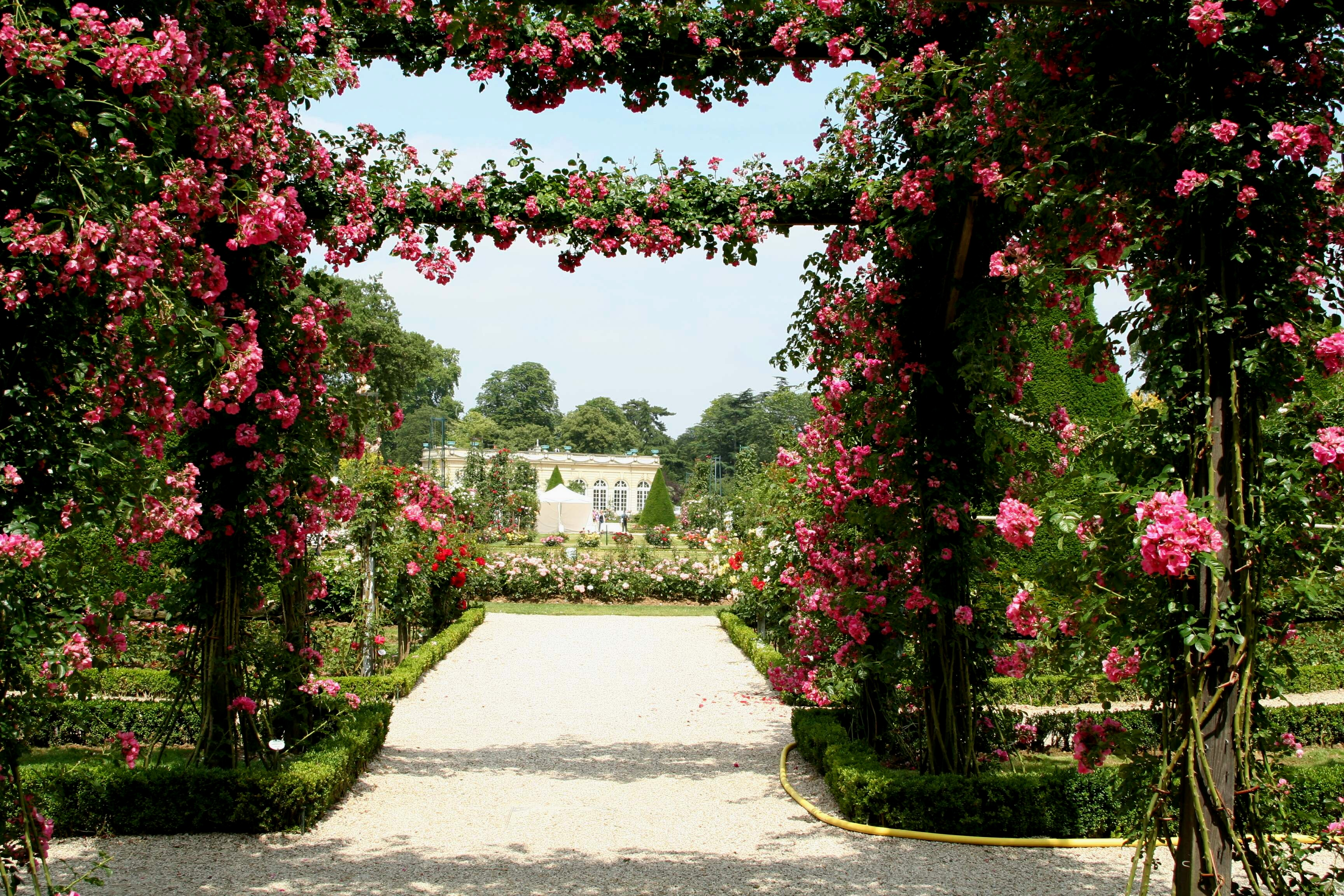
La Rosaleda de Bagatelle en París.
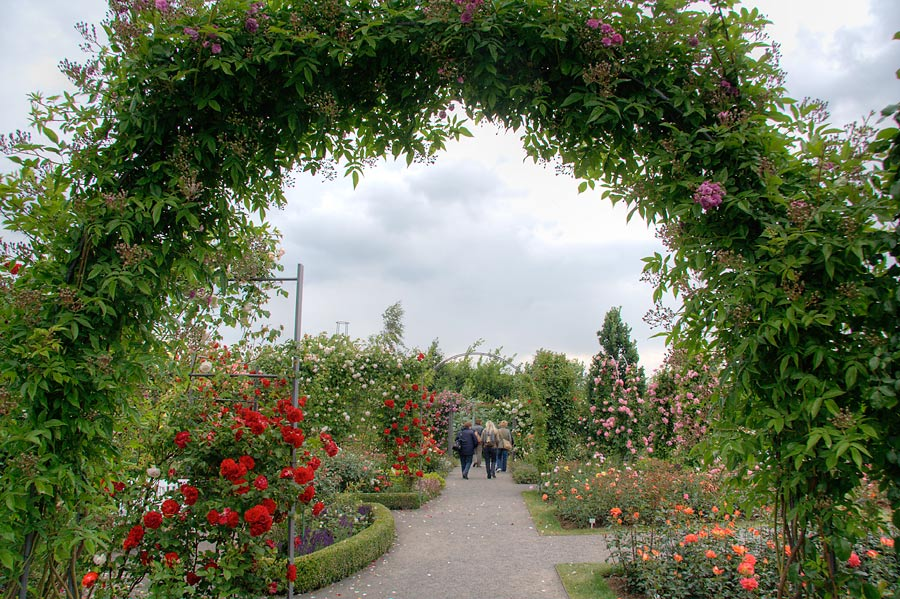
El Europa-Rosarium en Sangerhausen Alemania.
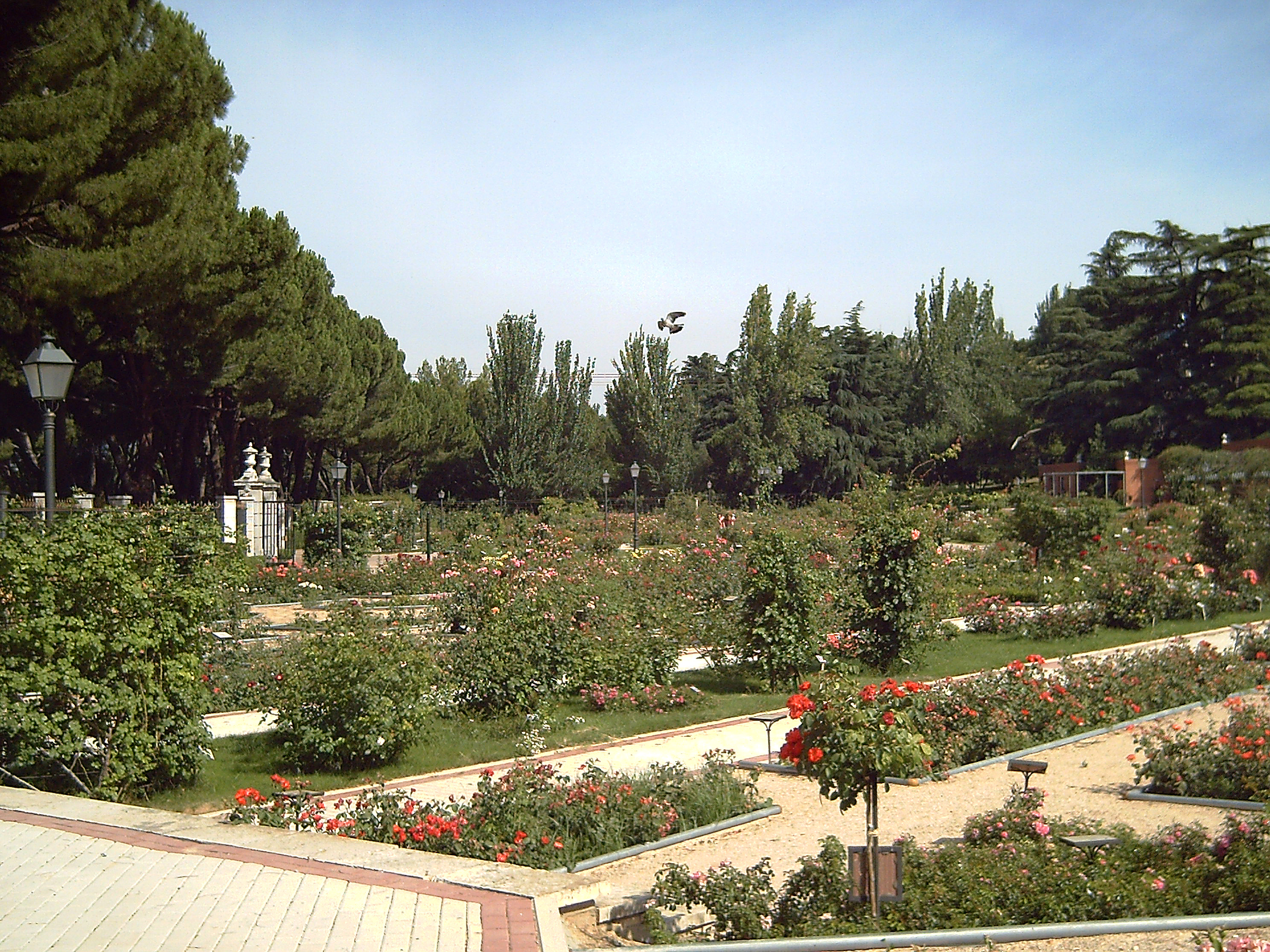
La Rosaleda del parque del Oeste en Madrid.
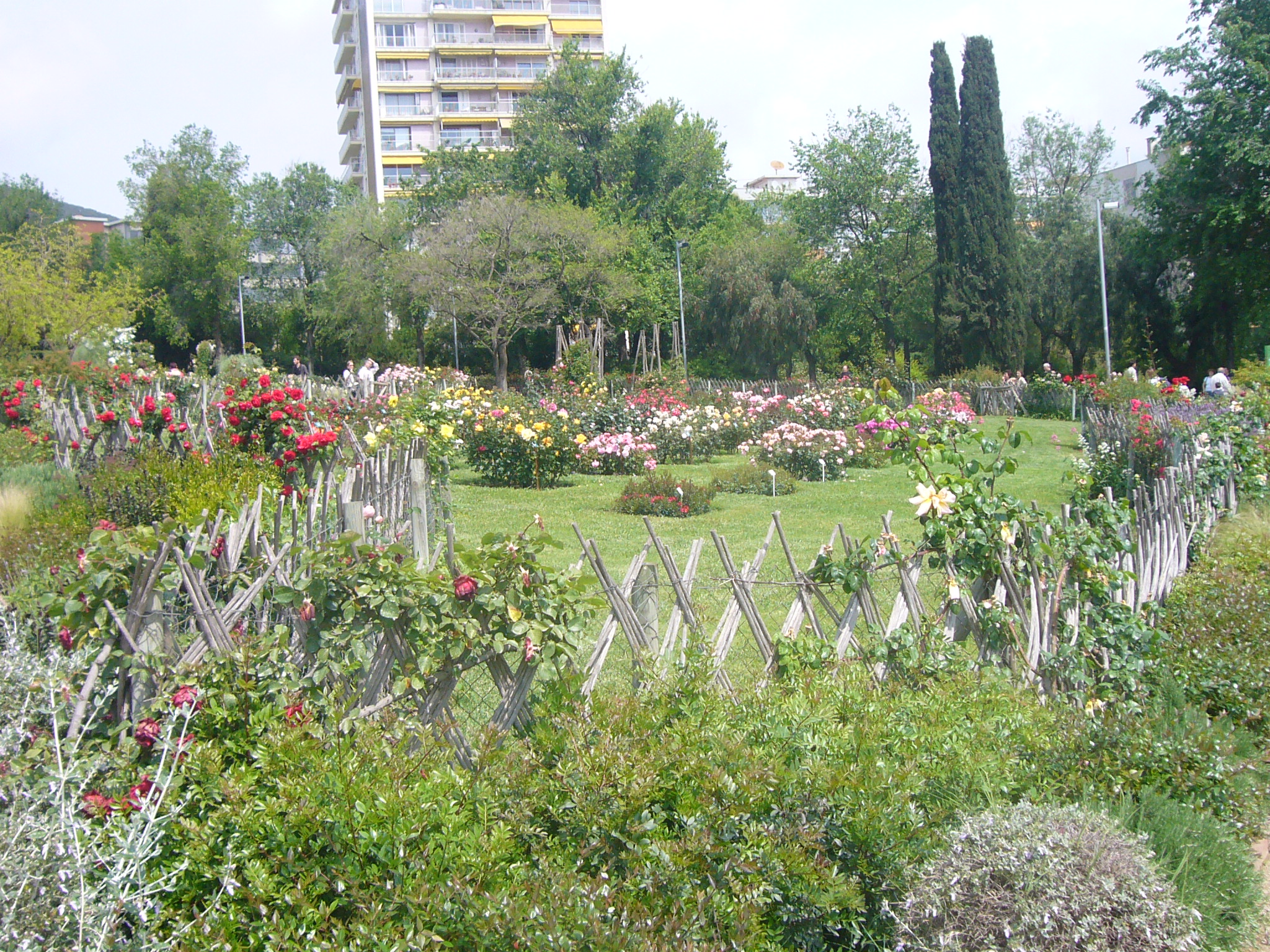
Rosaleda del Parque de Cervantes en Barcelona.
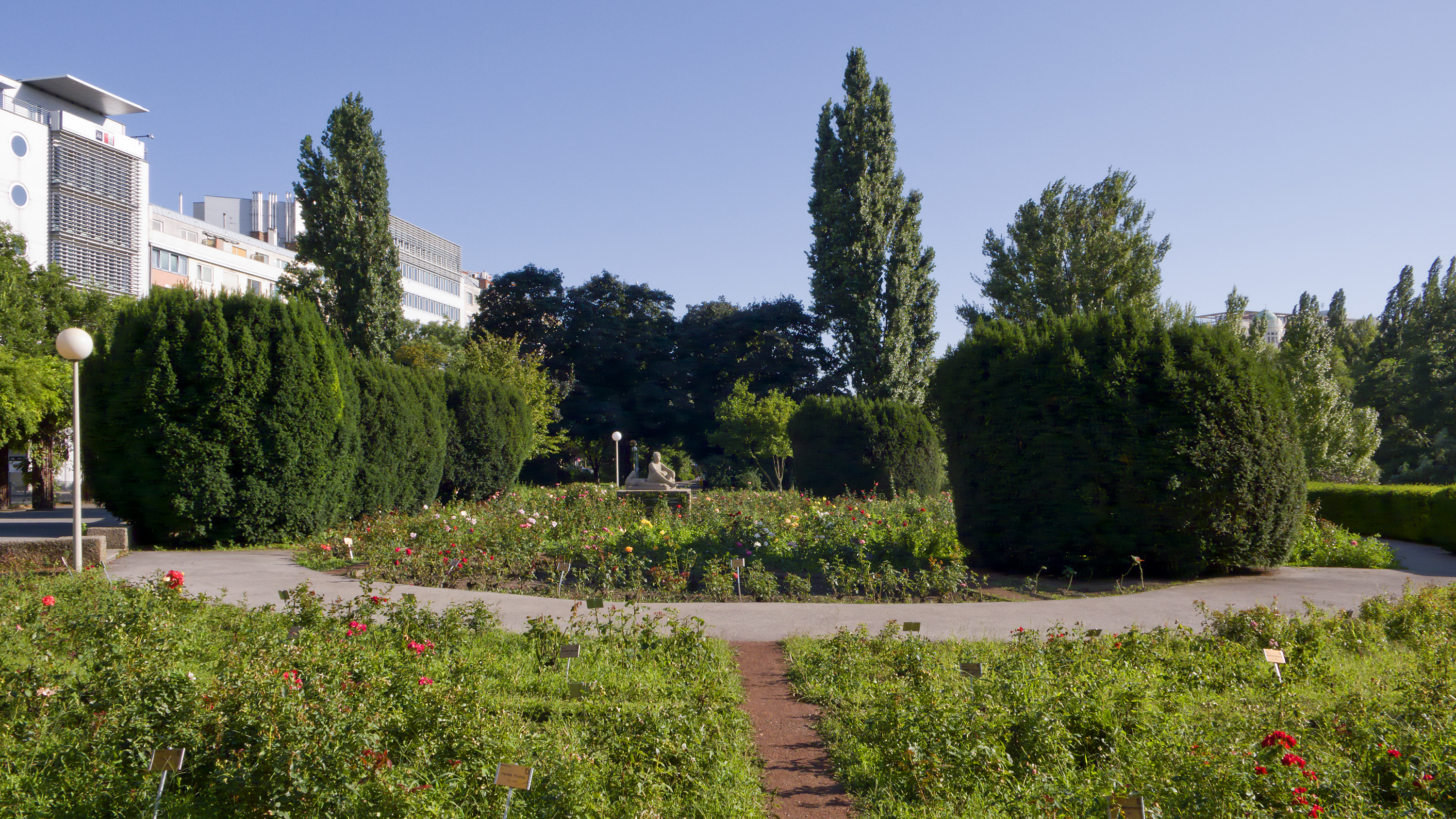
Rosarium Wettsteinpark de Viena en Viena.
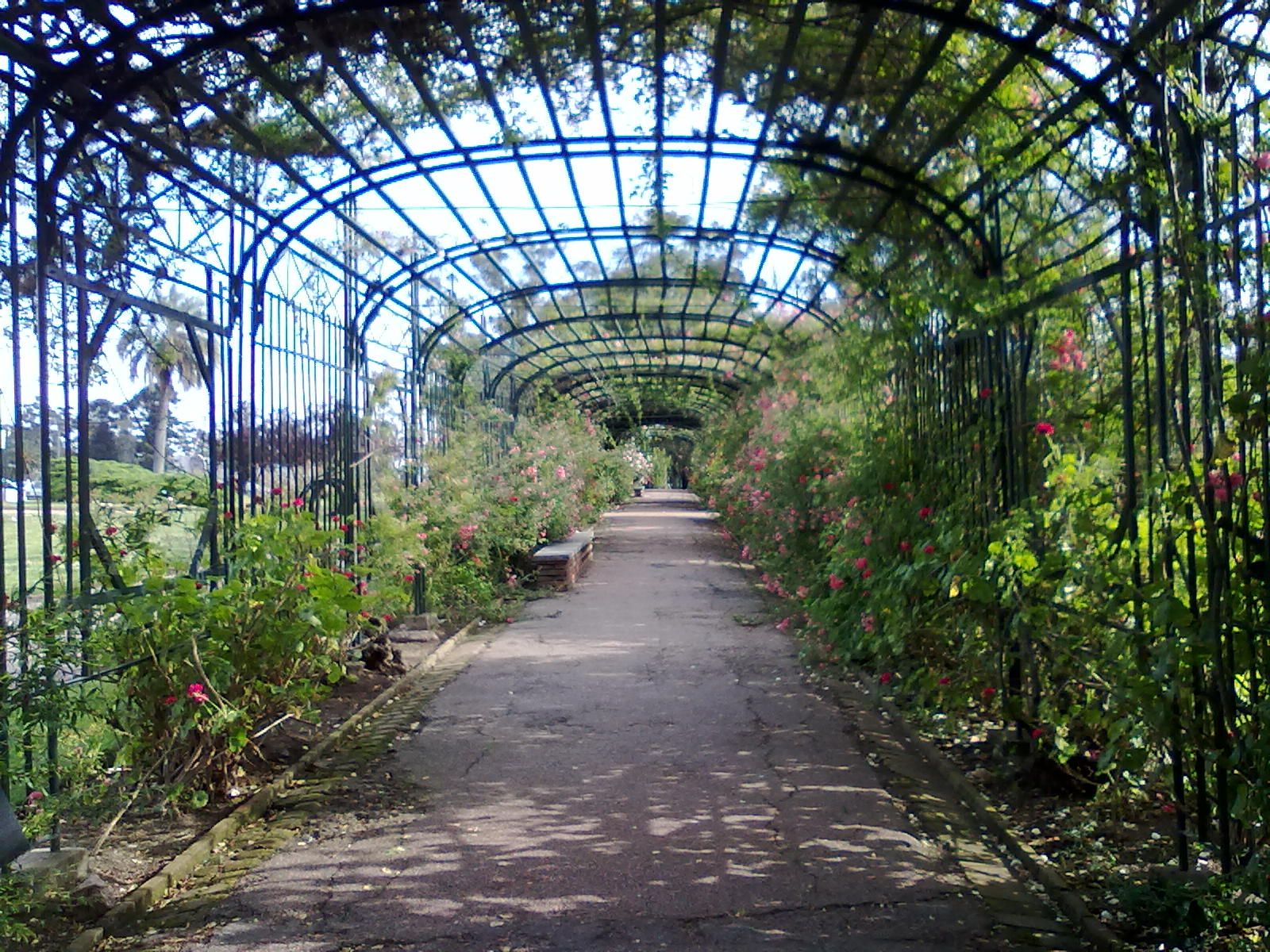
El Rosedal (Montevideo), en Montevideo, Uruguay.
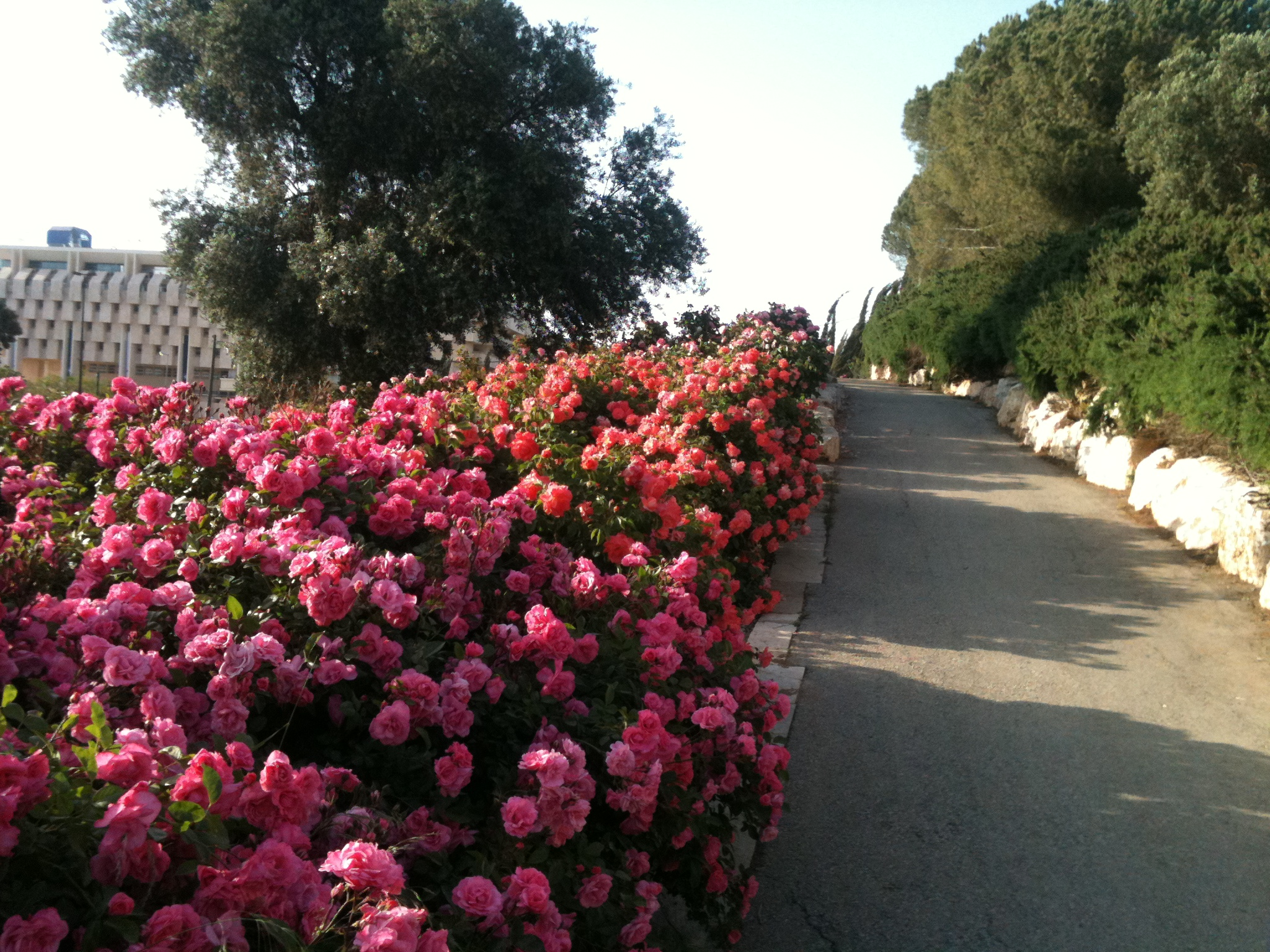
Wohl Rose Park de Jerusalén en Israel.
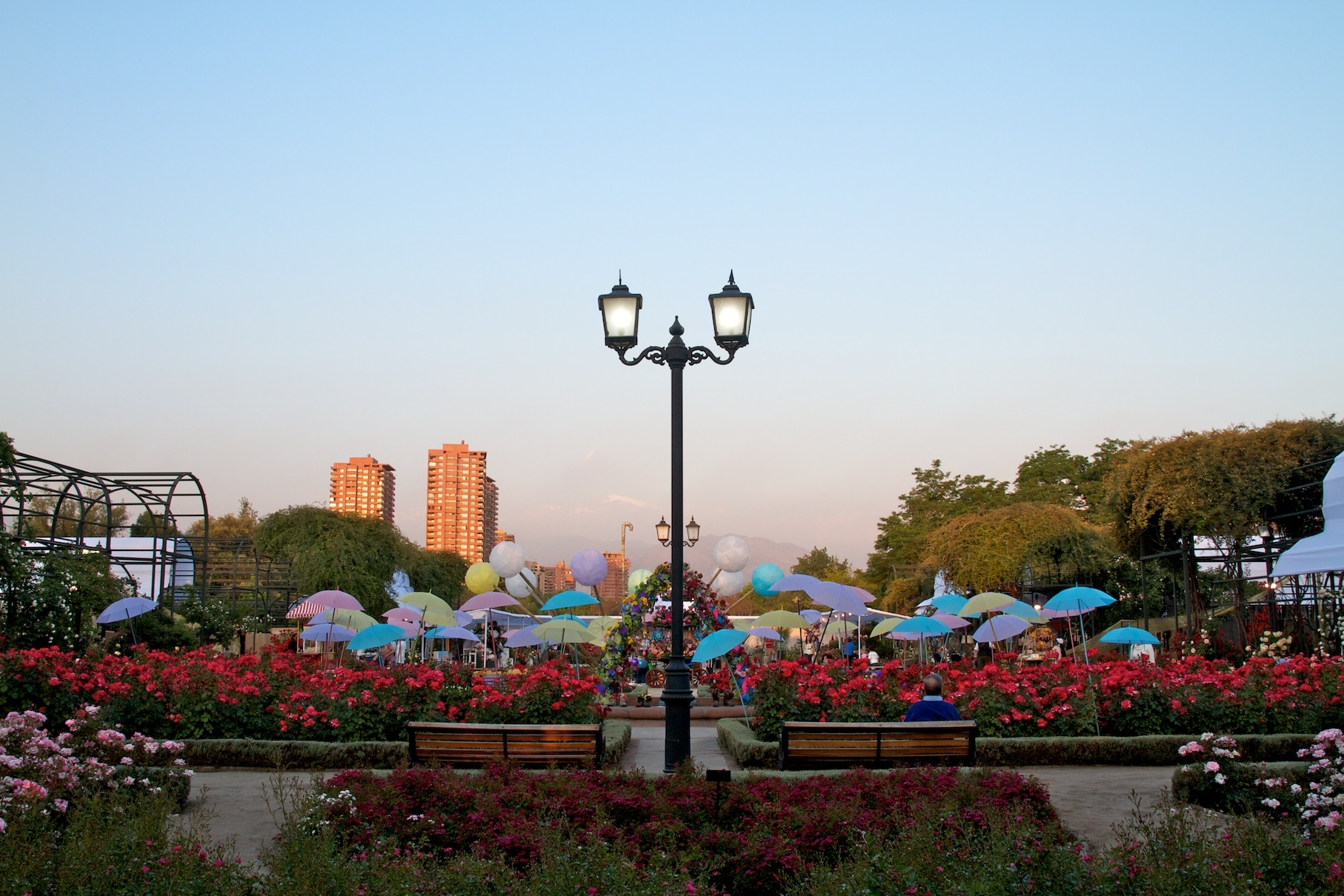
Rosaleda del Parque Araucano en Santiago, Chile.
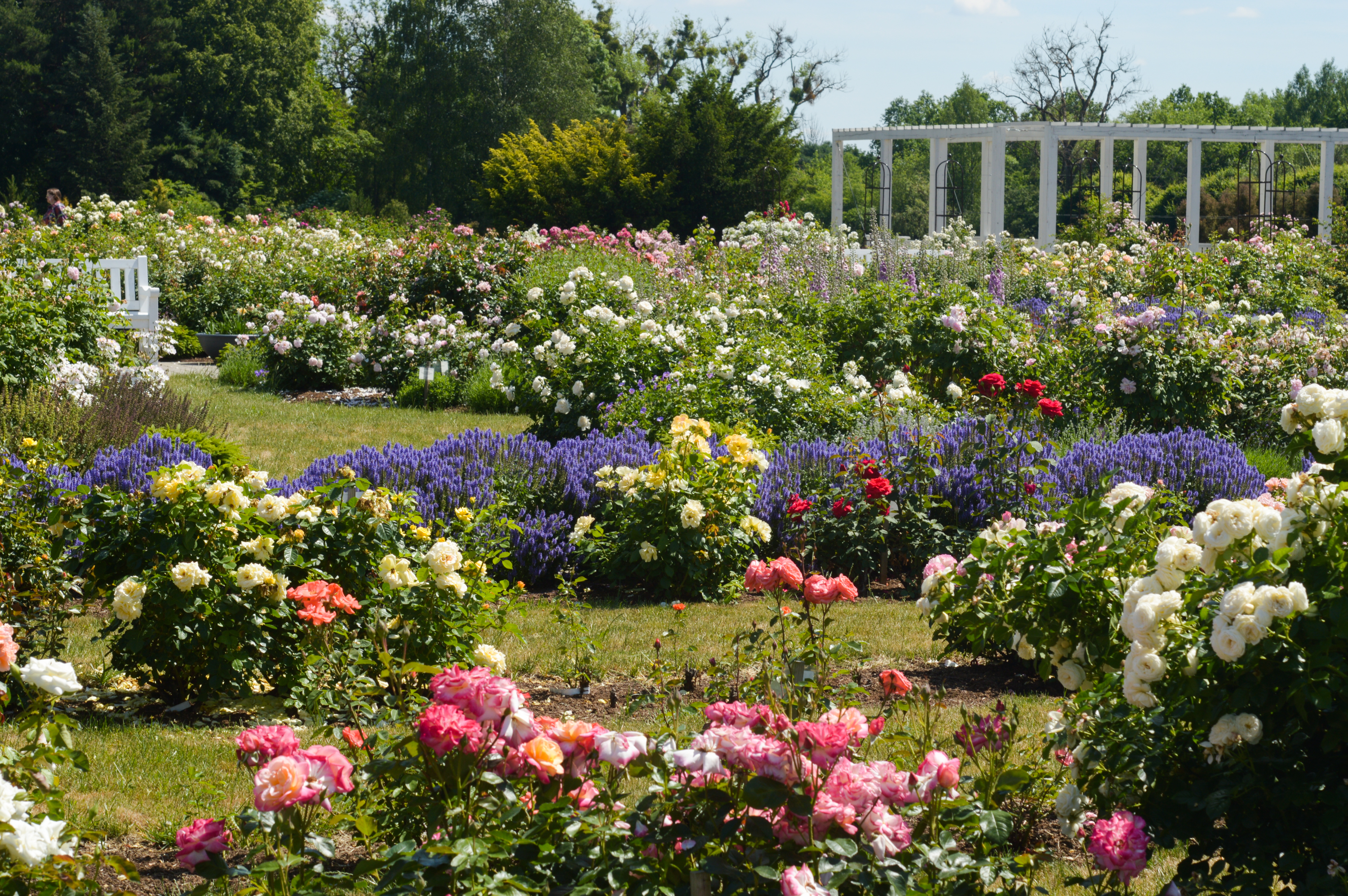
Rosaleda del Jardín Botánico de la Universidad Vytautas Magnus en Kaunas, Lituania.